# Lauri Hämäläinen

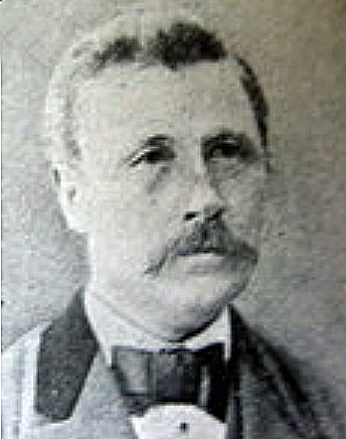
Lauri Hämäläinen

Lauri Hämäläinen (Rautalampi 10 augustus 1832; Helsinki 29 september, 1888) was een Fins componist, organist en professioneel pianostemmer. Zijn ouders Johan Gabriel Hämäläinen (beroep smid) en Anna Pynnönen kwamen uit Sumiainen, zij hadden tien kinderen. Hijzelf trouwde in 1876 met Emma Frederika Kekon.
Hämäläinen studeerde voornamelijk zelf, maar ook in Stockholm. Later werd hij dirigent in Oulu. Hij componeerde onder meer  liederen zoals "Kuhun taidan verrata" en instrumentale muziek als "Turun marssi" ("The March of Turku") en uiteraard werken voor orgel.
Hij schreef in 1868 een standaardwerk over Finse volksmuziek en -dansen: Suomalaisia kansanlauluja ja tanssia. Zijn belangrijkste leerling en opvolger bij de Johanneskerk als organist was Oskar Merikanto.
- Gemeinsame Normdatei: 1169367178
- International Standard Name Identifier: 0000 0004 8427 3355
- MusicBrainz: 82cc3642-100d-4084-a221-18d6857c13b6
- Virtual International Authority File: 731154015339909310009